# European Leadership Network
European Leadership Network (ELN) és un grup de reflexió paneuropeu centrat en qüestions estrangeres, de defensa i de seguretat europees amb seu a Londres, Regne Unit. El director de l'ELN és Sir Adam Thomson, antic representant permanent del Regne Unit a l'OTAN.
L'ELN es va fundar com a part d'un projecte del Projecte de Seguretat Nuclear en un esforç per "ajudar a crear l'espai polític de diàleg, educació i acció sobre la visió i els passos cap a un món sense armes nuclears". A finals de 2013, l'ELN va ampliar el seu enfocament i la seva missió de treball per abordar un ventall molt més ampli de reptes de política exterior i de seguretat als quals s'enfronta Europa.
Actualment, l'ELN està presidit per l'antic secretari de Defensa del Regne Unit Des Browne i està dirigit per Sir Adam Thomson. El març de 2015, Lord Browne i l'exministre d'Afers Exteriors rus Igor Ivanov, tots dos van guanyar el prestigiós Premi Nunn-Lugar per a la Promoció de la Seguretat Nuclear, en part pel seu treball amb l'European Leadership Network.
L'ELN està especialitzat en temes de seguretat.
El 27 de març de 2015, la Carnegie Corporation de Nova York va anunciar que finançava la Xarxa Europea de Lideratge durant 24 mesos, com a part dels seus esforços filantròpics.